# Fisklösen (Leksands socken, Dalarna, 674237-147282)
Fisklösen är en sjö i Leksands kommun i Dalarna och ingår i Dalälvens huvudavrinningsområde. Sjön har en area på 0,0986 kvadratkilometer och ligger 296 meter över havet. Sjön avvattnas av vattendraget Rällsjöån.

## Delavrinningsområde
Fisklösen ingår i det delavrinningsområde (674181-147399) som SMHI kallar för Inloppet i Rällsjön. Medelhöjden är 334 meter över havet och ytan är 10,85 kvadratkilometer. Det finns inga avrinningsområden uppströms utan avrinningsområdet är högsta punkten. Rällsjöån som avvattnar avrinningsområdet har biflödesordning 4, vilket innebär att vattnet flödar genom totalt 4 vattendrag innan det når havet efter 261 kilometer. Avrinningsområdet består mestadels av skog (87 procent). Avrinningsområdet har 0,76 kvadratkilometer vattenytor vilket ger det en sjöprocent på 7 procent.